# Carte d'identification nationale (Haïti)
En Haïti, la carte d'identification nationale (CIN ; en créole haïtien : kat idantifikasyon nasyonal) est une carte d'identité délivrée aux ressortissants haïtiens pour servir de preuve d'identité. Elle sert notamment à voter.

## Description
Les cartes d'identification nationale ont le format ID1 défini par la norme ISO 7810, dit « carte bancaire », de dimensions 85,60 × 53,98 mm.
Elles comportent les informations suivantes : prénom(s), nom de famille, lieu de naissance, date de naissance, sexe, nationalité (« Haïtien / Ayisyen »), date d'émission, date d'expiration, numéro d'identification unique ainsi qu'une photographie et la signature du titulaire.
La carte est bilingue en français et en créole haïtien, les deux langues officielles du pays.